# Région ecclésiastique de Sicile

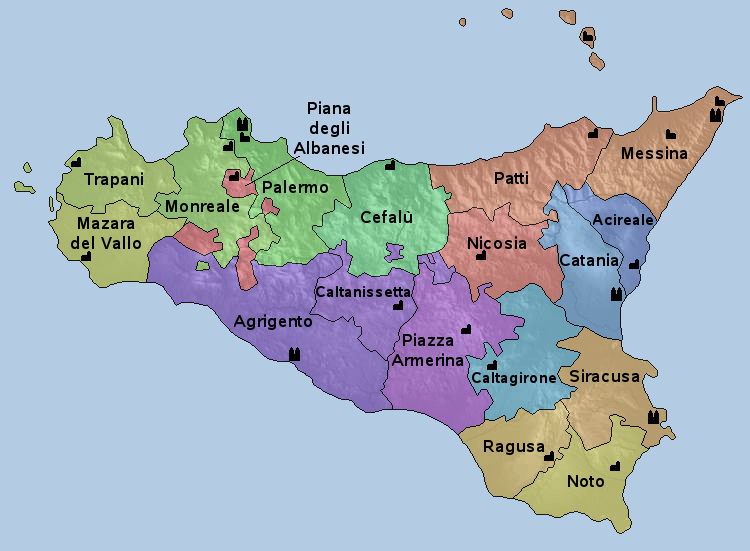
Carte de la région ecclésiastique de Sicile.

La région ecclésiastique de Sicile (en italien : Regione ecclesiastica Sicilia) est l'une des seize régions ecclésiastiques que compte l'Église catholique romaine en Italie.
Cette circonscription d'une superficie de 25 510 km2 couvre la totalité de la région administrative insulaire de Sicile, englobant 5 282 946 habitants répartis sur 1 738 paroisses. En 2025, elle compte 1 994 religieux séculiers, 566 religieux réguliers et 424 diacres permanents.

## Archidiocèses et diocèses de la région
La région compte 6 archidiocèses, 11 diocèses et 1 éparchie :
- Archidiocèse d'Agrigente
  - Diocèse de Caltanissetta
  - Diocèse de Piazza Armerina

- Archidiocèse de Catane
  - Diocèse d'Acireale
  - Diocèse de Caltagirone

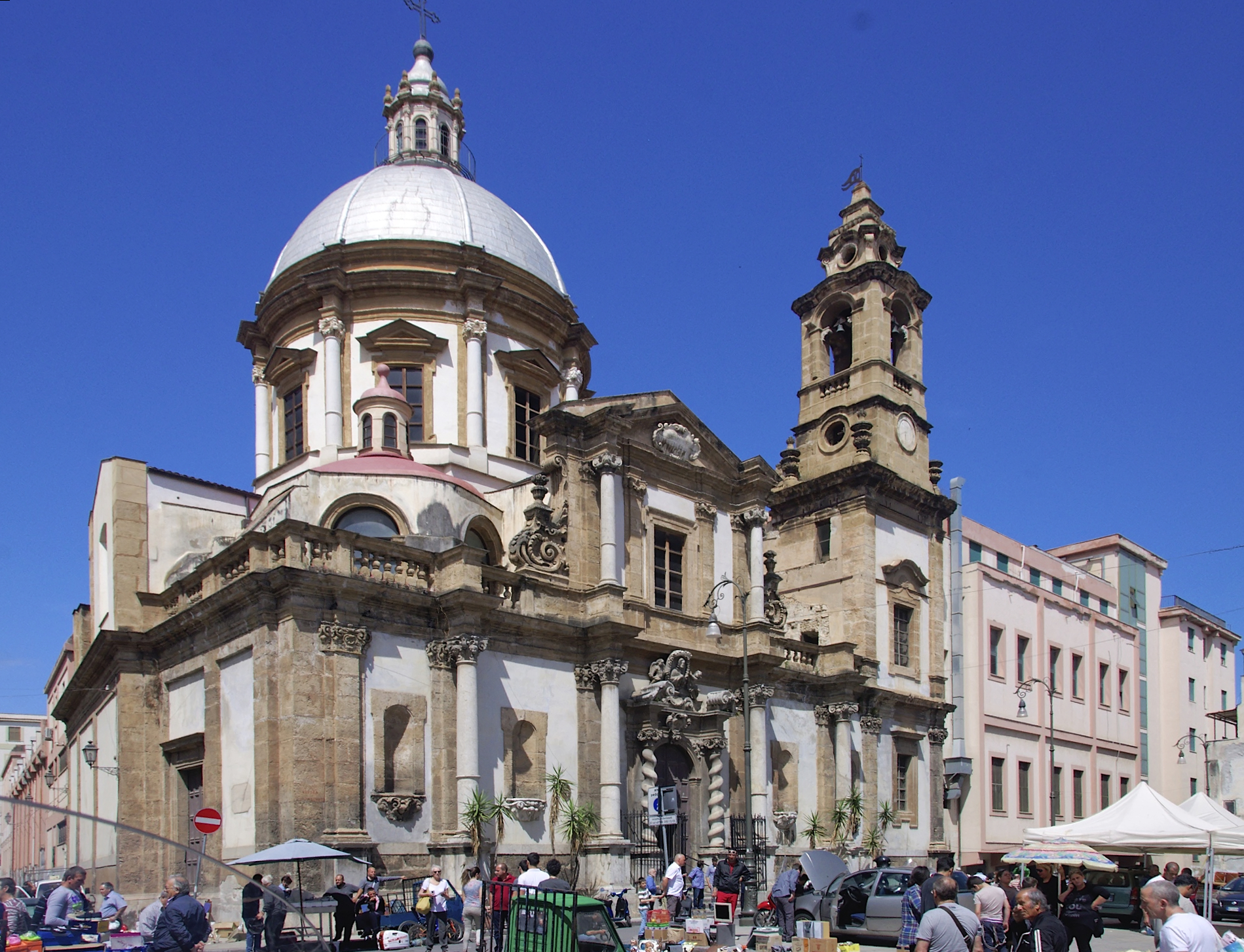
Église Saint-François-Xavier de Palerme.

- Archidiocèse de Messine-Lipari-Santa Lucia del Mela
  - Diocèse de Nicosia
  - Diocèse de Patti

- Archidiocèse de Palerme
  - Archidiocèse de Monreale
  - Diocèse de Cefalù
  - Diocèse de Mazara del Vallo
  - Diocèse de Trapani

- Archidiocèse de Syracuse
  - Diocèse de Noto
  - Diocèse de Raguse

- Éparchie de Piana degli Albanesi (dépendant directement du Saint-Siège)

## Historique
Au VIe siècle, la Sicile n'a pas de siège métropolitain et compte douze sièges épiscopaux : Agrigente, Catane, Léontinoi, Lilibeo (it), Lipari, Malte, Messine, Palerme, Syracuse, Taormine (it), Triocala (it), Tyndarion. 
Au VIIe siècle, s'ajoutent aux 12 précédents, Thermai et Milazzo (it). Il existait également un diocèse de Carini (it).
Au cours du même siècle, la Sicile devient une province ecclésiastique avec siège métropolitain à Syracuse et compte quatorze évêchés suffragants : Agrigente, Alesa (it), Catane, Cefalù, Drépanon, Lilybée, Lipari, Malte, Messine, Palerme, Thermai, Taormine, Triokala, Tyndarion. Catane devient ensuite archevêché, puis métropole, comme plus tard Messine, alors que Taormine devient archevêché.
À l'époque normande, ont été créés les diocèses diocèse de Troina (it), de Mazara del Vallo et de Montreale. Messine redevient évêché en 1096, transfert de celui de Troina.
Le diocèse de Nicosia est érigé au XIXe siècle

### Articles liés
- Église catholique en Italie
- Liste des diocèses et archidiocèses d'Italie